# Kortrijk Spurs in het seizoen 2024/25
Het seizoen 2024/2025 was het 5e jaar in het bestaan van de Kortrijkse basketbalclub Kortrijk Spurs en de tweede in de BNXT League.

## Seizoen
Kortrijk speelde voor een tweede seizoen in de BNXT League. Alle Amerikaanse spelers verlieten de ploeg na vorig seizoen en zij werden vervangen door Robbie Beran, John Newman III, Eric Reed Jr., Darren Williams, Douglas Wilson en de Belg Sam Hofman. De laatste aanwinst voor deze ploeg was de Sloveense shooting guard Leon Stergar. 
Eind september werd nog de Amerikaan Yor Anei gehaald als vervanger voor de geblesseerde en vertrokken Douglas Wilson. Eind oktober 2024 kwam de Amerikaan Jackson Stormo de ploeg versterken. Yor Anei verliet de club alweer begin november 2024. In april 2025 keerde Seppe D'Espallier nog terug naar Kortrijk als vervanger van de geblesseerde Leon Stergar.
In de beker van België wonnen de Spurs van Brussels Basketball en Okapi Aalst voordat ze verloren in de halve finale van Leuven Bears. In de reguliere fase van de BNXT League eindige Kortrijk als tweede achter Kangoeroes Mechelen. In de nationale play-offs wonnen ze in de kwartfinale van de Leuven Bears maar in de halve finale verloren ze van BC Oostende met 3-1.

## Selectie
Antwerp Giants ·
Brussels Basketball ·
Den Helder Suns ·
Donar ·
Feyenoord ·
Heroes Den Bosch ·
Kangoeroes Basket Mechelen ·
Kortrijk Spurs ·
Landstede Hammers ·
Leuven Bears ·
Limburg United ·
LWD Basket ·
Okapi Aalst ·
Oostende ·
PrismaWorx BAL ·
Spirou Charleroi ·
QSTA United ·
Union Mons-Hainaut ·
ZZ Leiden